# Ибагаров, Максат Онгарбаевич
Максат Онгарбаевич Ибагаров (каз. Мақсат Оңғарбайұлы Ибағаров; род. 7 апреля 1970, Ташаузская область, Туркменистан, СССР) — казахстанский политический деятель, аким города Жанаозен Мангистауской области (2019—2022).

## Биография
Родился 7 апреля 1970 года в Ташаузской области Туркменской ССР.
В 1992 году окончил Жанаозенский техникум нефти и газа по специальности механик эксплуатации нефтяных и газовых скважин.
В 1999 году окончил Каспийский государственный университет технологий и инжиниринга им. Ш. Есенова по специальности инженер по разработке нефтяных и газовых месторождений.
С 1992 по 2000 годы — оператор, мастер, ведущий инженер-геолог НГДУ — 2 ПО «Узеньмунайгаз», заместитель начальника ЦДНГ-8, начальник ЦДНГ — 2 НГДУ-1 ПО «Узеньмунайгаз».
С 2000 по 2002 годы — главный инженер ОЭПУ, заместитель директора НГДУ — 2, ведущий инженер департамента бурения и КРС ОАО «Узеньмунайгаз».
С 2002 по 2008 годы — главный инженер НГДУ −1, главный инженер НГДУ — 3, начальник НГДУ-2, начальник НГДУ-4 ПФ «Озенмунайгаз».
С 2008 по 2013 годы — председатель профкома, начальник НГДУ — 2 ПФ «Озенмунайгаз».
С 2013 по 2016 годы — генеральный директор АО «Озенмунайгаз».
С 2016 по 2017 годы — управляющий директор РД «Казмунайгаз».
С 2017 по 2019 годы — Заместитель генерального директора по транспорту и социальным вопросам АО «Озенмунайгаз».
С 24 марта 2016 года — Депутат Мангистауского областного маслихата шестого созыва.
С 4 сентября 2019 года по 5 апреля 2022 года — аким города Жанаозен Мангистауской области.
20 апреля 2022 года — назначен генеральным директором АО «Озенмунайгаз».

## Награды
- 2001 — нагрудный знак «40 лет месторождения Узень»
- 2008 — юбилейная медаль «40 лет городу Жанаозен»
- 2016 — Медаль «25 лет независимости Республики Казахстан»
- 2018 — юбилейная медаль «50 лет городу Жанаозен»
- 2018 — почётное звание «Почётный гражданин города Жанаозен» за заслуги в социально-экономическом развитии города.
- 2019 — юбилейная медаль «Қазақстан мұнайына 120 жыл»
- 2019 — Благодарственное письмо Президента Республики Казахстан
- Почётная грамота Министерства энергетики и минеральных ресурсов Республики Казахстан и др.
- Медаль «Почётный знак профсоюза нефтегазового комплекса Республики Казахстан».
- 2022 (17 марта) — Указом президента РК награждён орденом «Курмет»;